# Ламберт, Юми
Лаура Юми Ламберт более известна,  как Юми Ламберт (фр. Laura Yumi Lambert; родилась 14 апреля 1995, Жодуань, Бельгия) — бельгийская топ-модель.
Родилась в 1995 году в Бельгии. Азиатскую  внешность Юми унаследовала от отца, который имеет японские корни. В модельном бизнесе работает с 15 лет, после того как самостоятельно пришла на кастинг модельного агентства Dominique Models в Брюсселе, позже заключила контракт с агентством IMG. В 16 лет уже являлась лицом рекламной кампании Chanel весна-лето 2013. На международном подиуме дебютировала в 2013 году. Несколько раз снималась для обложек журнала Vogue. С 2014 года входит в топ-50 моделей мира согласно рейтингу сайта models.com.
В различное время принимала участие в показах: Elizabeth & James, Alexander Wang, Marc Jacobs, Christian Dior, Roland Mouret, Cristóbal Balenciaga, Paco Rabanne, Rick Owens, Givenchy, Nina Ricci, Ralph Lauren, Oscar de la Renta, Giorgio Armani, Missoni, Prada, Miu Miu, Bottega Veneta, Jil Sander, Blumarine, Moschino и другие.
В  2014 и 2015 годах была приглашена на итоговый показ компании Victoria’s Secret.